# Eintracht Braunschweig
Eintracht je njemački nogometni klub iz grada Braunschweiga. U sezoni 2023./24. se natječe u 2. Bundesligi.

## Povijest
Klub je osnovan 1895., a jedni su od začetnika Bundeslige 1963., a 1967. su osvojili prvenstvo Njemačke. Od davne 1923. igraju na svom stadionu koji prima nešto više od 25.000 gledatelja.

## Dresovi
Boja dresova se kroz povijest nije previše mijenjala, uvijek je prevladavala žuto-plava kombinacija.

## Trofeji

### Domaća natjecanja
- 1. Bundesliga (1): 1966./67.

## Vanjske poveznice
- Službene stranice (njem.)